# Lyle Waggoner
Lyle Wesley Waggoner est un acteur et sculpteur américain né le 13 avril 1935 à Kansas City au Kansas aux États-Unis et mort le 17 mars 2020 à Westlake Village (Californie).
Il est surtout connu pour son rôle de Steve Trevor dans la série Wonder Woman.

## Biographie

### Jeunesse
Lyle Waggoner est né le 13 avril 1935 à Kansas City au Kansas aux États-Unis.
Fils de Marie et Myron Waggoner, Lyle Waggoner a passé la plus grande partie de son enfance à Excelsior Springs dans le Missouri. Diplômé du lycée de Kirkwood, il étudiera brièvement par la suite à l'Université Washington de Saint Louis. Il fait ensuite son service militaire dans l'US Army en devenant opérateur radio en Allemagne de l'Ouest.

### Carrières
Libéré du service, Lyle Waggoner entre par la suite dans un programme de formation pour jeunes au General Motors Institute of Technology comme ingénieur en mécanique. Pas la suite, il devient vendeur en encyclopédie en faisant du porte à porte. Il fait ses débuts dans le spectacle en jouant dans une pièce de théâtre à Kansas City, il s'agit d'une adaptation de Li'l Abner. Il se lance dans la création d'une entreprise de publicité afin de financer son voyage à Hollywood afin de commencer une carrière d'acteur.

#### Comédien
Au milieu des années 1960, Lyle Waggoner commence à apparaître dans des petits rôles au cinéma et à la télévision. Il fait même partie des acteurs retenus pour incarner le super héros Batman dans la série éponyme mais à la dernière minute, c'est Adam West qui sera retenu pour le rôle. En 1967, il partage la vedette avec Carol Burnett dans la série qui porte son nom. Le succès durera sept ans. Il quittera la série en 1974 afin de redonner un nouveau souffle à sa carrière. Un an après, il est choisi pour incarner Steve Trevor dans la série Wonder Woman. Après une première saison chaotique sur ABC sur le point de se finir, elle est renouvelée sur CBS pour deux saisons supplémentaires.
Lyle Waggoner jouera par la suite plusieurs petits rôles dans des téléfilms et séries mais ne connaîtra plus la gloire de ses précédents succès. Il aura participé en tout à trente séries télévisées. Il quitte définitivement le monde de Hollywood après 2005. Dorénavant installé à Jackson dans le Wyoming, il continue une autre activité, celle de sculpteur (galeries West Fine Art à Jackson Hole).

#### Autres
En 1979, Lyle Waggoner s'est lancé dans la production de bandes annonces publicitaires en fondant une entreprise : Star Waggons. Il a par la suite été l'un des pionniers du télémarketing en promouvant des produits de consommation pour les ménages. Il co-présentera en 1990 une émission intitulée Consumer America durant deux saisons avec Shawn Bruner.
Il continuera après sa carrière à diriger l'entreprise en faisant de courtes apparitions dans des séries. Star Waggons qui s'est développée offre des services diversifiés comme la création de décors, la location de matériel et engins mécaniques ou bien le maquillage et les effets spéciaux. Elle est dirigée par ses deux fils, Beau et Jason.

### Vie privée
Lyle Waggoner est marié avec Sharon Kennedy, actrice mais aussi conseillère financière et agent immobilier depuis 1961. Il est père de deux fils, Jason et Beau. En 1976, il a été nommé par la chambre de commerce d'Encino en Californie comme Maire, un poste honorifique qui ressemble davantage à une sorte d'ambassadeur de bonne volonté. Un titre partagé par d'autres célébrités comme Mike Connors ou Steve Allen.

## Filmographie

### Télévision

#### Années 1960
- 1966 : Gunsmoke (série TV) : Aikens
- 1967 : Perdus dans l'espace (Lost in Space) (série TV) : l'homme mécanique
- 1967-1969 : The Carol Burnett Show (série TV) : plusieurs rôles
- 1969 : The Governor and J.J. (série TV) : Garrett Spaulding

#### Années 1970
- 1970-1974 : The Carol Burnett Show (série TV) : plusieurs rôles
- 1972 : Once Upon a Mattress (téléfilm) de Ron Field et Dave Powers : Sir Studley
- 1973 : Docteur Marcus Welby (Marcus Welby, M.D.) (série TV) : Eric Lundgren
- 1973 : The Toy Game (téléfilm) de Jerry Davis : Barry Michaels
- 1973 : The Barbara Eden Show (série TV) : Barry Michaels
- 1973 : Letters from Three Lovers (en) (téléfilm) de John Erman : Sam
- 1975 : Wonder Woman (The New Original Wonder Woman) (téléfilm) de Leonard J. Horn : Major Steve Trevor
- 1976-1979 : Wonder Woman (Wonder Woman) (série TV) : Major Steve Trevor / Steve Trevor Jr
- 1976 : Maude (série TV) : Jim
- 1977 : La croisière s'amuse (The Love Boat II) (téléfilm) de Hy Averback : Roger
- 1977 : The San Pedro Beach Bums (série TV) : Jason
- 1979 : Embarquement immédiat (Flying High) (série TV) : Gavin
- 1979 : Supertrain (série TV) : Peter Sebastian
- 1979 : Time Express (série TV) : David
- 1979 : La croisière s'amuse (The Love Boat) (série TV) (2 épisodes) : Lance Wilson / Jay Cavanaugh

#### Années 1980
- 1980 : The Gossip Columnist (téléfilm) de James Sheldon : Terry Anderson
- 1980 : Les Jours Heureux (Happy Days) (série TV) : Bobby Burns
- 1980 : L'Île fantastique (Fantasy Island) (série TV) : Monty
- 1980 : Gridlock (téléfilm) de James Frawley : Wilbur Stokes
- 1980 : Drôles de dames (Charlie's Angels) (série TV) : Jack Barrows
- 1981 : Bulba (téléfilm) de James Frawley : Hampton Fraser
- 1981 : L'Île fantastique (Fantasy Island) (série TV) : Gilberto DeVincenzo
- 1981 : Mork and Mindy (Mork & Mindy) (série TV) : Xerko
- 1982 : The Ugly Family (téléfilm) de Robert Drivas : Kenny Bing
- 1982 : La croisière s'amuse (The Love Boat) (série TV) : docteur Tucker Martin
- 1982 : Romance Theatre (série TV) : Jeremy
- 1983 : L'Île fantastique (Fantasy Island) (série TV) : Al
- 1983 : Gun Shy (série TV) : l'étranger masqué
- 1984 : Les Jours Heureux (Happy Days) (série TV) : Frederick Hamilton
- 1984 : Arabesque (Murder She Wrote) (série TV) : Marty Strindberg
- 1986 : Le Juge et le Pilote (Hardcastle and McCormick) (série TV) : Dex Falcon
- 1986 : Simon et Simon (Simon & Simon) (série TV) : Don Manning
- 1986 : Le Retour de Mike Hammer (Mike Hammer) (série TV) : Leo Raffle
- 1987 : It's a Living (série TV) : Marlon Brando / Hector Rodriguez

#### Années 1990
- 1991 : Arabesque (Murder She Wrote) (série TV) : Vic DeMarco
- 1993 : Daddy Dearest (série TV) : Hank
- 1993 : Arabesque (Murder She Wrote) (série TV) : Ben Wright
- 1995 : L'Homme à la Rolls (Burke's Law) (série TV) : Reece Robertson
- 1996 : Ellen (série TV) : Vic
- 1997 : Pauly (série TV) : rôle sans nom
- 1999 : La croisière s'amuse, nouvelle vague (Love Boat: The Next Wave) (série TV) : Tom Brooks

#### Années 2000
- 2003 : Living Straight (téléfilm) de Frank Bonner : Robert Cord
- 2005 : La Guerre à la maison (The War at Home) (série TV) : Jack

### Cinéma

#### Années 1960
- 1966 : Swamp Country de Robert Patrick : adjoint du shérif
- 1967 : Catalina Caper de Lee Sholem : Angelo
- 1967 : Journey to the Center of Time de David L. Hewitt (en) : l'extra-terrestre

#### Années 1970
- 1973 : Love Me Deadly de Jacques Lacerte : Alex Martin
- 1978 : Les Fous du volant (Zero to Sixty) de Don Weis : le barman gay

#### Années 1980
- 1980 : Gypsy Angels de Alan Smithee : le prêtre
- 1984 : Surf II de Randall M. Badat : Chef Boyardie
- 1989 : Murder Weapon de David DeCoteau : docteur Randolph
- 1989 : Mind Trap de Eames Demetrios : Ben

#### Années 1990
- 1990 : The Girl I Want de David DeCoteau : Coach
- 1990 : Dream a Little Evil de Royce Mathew : la Mort
- 1991 : Wizards of the Demon Sword de Fred Olen Ray : Lord Khoura
- 1991 : Dead Women in Lingerie d'Erica Fox : Papa